# Fezko Strakonice
'Fezko Strakonice je vaterpolski klub iz grada Strakonice, Južna Češka, Češka Republika.  

## O klubu
Športsko društvo TJ FEZKO Strakonice je osnovano 1950. godine, a vaterpolska sekcija početkom 1960.-ih godina. Od 2005. godine vaterpolisti TJ Fezko su višestruki prvaci Češke. Od sredine 2010.-ih vaterpolisti djeluju pod sponzorsskim imenom TJ Fezko Asten Johnson. Vaterpolistice TJ Fezko su također višestruke prvakinje Češke. 

## Uspjesi
Prvenstvo Češke (1. liga)
- prvak: 2005., 2006., 2007., 2008., 2009., 2010., 2011., 2012., 2013., 2015., 2017.
- doprvak: 2000., 2001., 2002., 2003., 2004.

## Momčadi
Postava u sezoni 2006/07.: 
 
Preninger, Famera, Polaček, A.Volak, Sipka, Kocour, J.Volak, Beranek, Burian, Fugner, Rezev, Žikmund, Križ. 
 
Trener: Karel Famera
U sezoni 2006/07. natjecao se u Euroligi. U 1. izlučnom krugu, u skupini A je okončao na 5. mjestu, čime je ispao iz daljnjeg natjecanja u tom kupu.

Sudjelovanje u europskim kupovima je nastavio u LENA kupu, u skupini I, u kojoj je osvojio 4. mjesto, čime je okončao svoj nastup u europskim kupovima za tu sezonu.

## Vanjske poveznice
- (češ.) vodnipolo.tjfezko.cz
- (češ.) tjfezko.cz
- (češ.) csvp.cz, Český svaz vodního póla